# Ottilie Klimek
Ottilie Klimek, Rufname Tillie, Geburtsname Teofila Gburek, (* 22. Oktober 1877 in Kongresspolen, Russisches Reich; † 20. November 1936 in Joliet, Illinois) war eine US-amerikanische Serienmörderin in Chicago.

## Leben
Nach einer mehrwöchigen Schifffahrt kam die Familie Gburek aus Polen um 1880 in Chicago an. Im Jahr 1895 heiratete Tillie John Mitkiewicz (1873–1914), der am 13. Januar 1914 verstarb. Am 27. Februar heiratete die Witwe John Ruszkowski, der am 20. Mai 1914 starb. Einige Jahre lebte sie mit den Lebenspartnern Joseph Guszkowski, Joseph Grantkowski und Meyers zusammen. Sie behauptete, den Tod von Haustieren, Nachbarn und Bekannten voraussagen zu können.
Im Jahr 1921 ging sie die Ehe mit Frank Kupczyk ein. Tillie drängte ihn, eine Lebensversicherung abzuschließen, und sagte ihm danach einen baldigen Tod voraus. Sie kaufte einen Sarg im Angebot für 30 Dollar auf Vorrat, den sie mit Einverständnis der Vermieterin im Keller der Wohnung an 924 North Winchester bis zum Tod des Ehemanns 1921 aufbewahrte. Als er verstarb, heiratete sie 1921 Anton Klimek. Die Eheleute schlossen ein Testament ab, in dem sie sich gegenseitig als Erben einsetzten.
Als kurz darauf der Gesundheitszustand Anton Klimeks sich zunehmend verschlechterte, brachten ihn seine Verwandten in ein Krankenhaus, wo nach einer Magenuntersuchung die Arsenikvergiftung diagnostiziert wurde. Tillie Klimek erstattete eine Selbstanzeige und gab lediglich die letzte Vergiftung zu. Sie wurde am 27. Oktober 1922 verhaftet und die Leiche des verstorbenen Frank Kupczyk exhumiert, wonach eine tödliche Vergiftung mit Arsen festgestellt wurde. Als die Polizei Tillie Klimek und ihre Cousine Nellie Kulik verhaftete sowie 20 verdächtige Todes- und Krankheitsfälle im polnischen Wohnviertel untersuchte, erschienen in den örtlichen Zeitungen Schlagzeilen über die „Blaubartclique“.
Tillie Klimek wurde im März 1923 in Chicago zur lebenslanger Freiheitsstrafe, dem höchsten Strafmaß, das gegen eine Frau in Cook Country Courthouse ausgesprochen wurde, verurteilt. Sie wurde in das Gefängnis Joliet Correctional Center gebracht und ist dort, im Alter von 59 Jahren, am 20. November 1936 verstorben. Die Bestattung fand auf dem Bohemian National Cemetery statt.